# Juan Ferrer
Juan Ferrer Lahera (* 24. August 1955 in Santiago de Cuba; † 22. Oktober 2015 in Havanna) war ein kubanischer Judoka. Er gewann 1980 eine olympische Silbermedaille.
Der 1,80 m große Ferrer kämpfte im Halbmittelgewicht. In dieser Gewichtsklasse gewann er von 1976 bis 1984 sechs kubanische Meistertitel. 1974 erkämpfte er die Silbermedaille bei den Panamerikanischen Meisterschaften hinter dem Kanadier Wayne Erdman. 1979 erreichte er den dritten Platz bei den Panamerikanischen Spielen.
Beim olympischen Turnier 1980 in Moskau musste er in seinen ersten beiden Kämpfen gegen den Iren David McManus und den Jugoslawen Slavko Sikirić über die volle Zeit gehen. Im Viertelfinale gegen den Spanier Ignacio Sanz siegte er nach 1:09 Minuten, im Halbfinale gegen den Franzosen Bernard Tchoullouyan benötigte er 28 Sekunden. Im Finale unterlag er Schota Chabareli aus der Sowjetunion nach der vollen Kampfzeit mit einer Yuko-Wertung.
1983 erreichte Ferrer das Finale bei den Panamerikanischen Spielen und unterlag dann Brett Barron aus den Vereinigten Staaten. 1984 siegte Ferrer bei den Panamerikanischen Meisterschaften.
Nach seiner aktiven Karriere arbeitete der studierte Sportlehrer unter anderem als Judotrainer und betreute auch das kubanische Nationalteam. Er starb im Alter von 60 Jahren an Krebs.